# Cigarro eletrônico

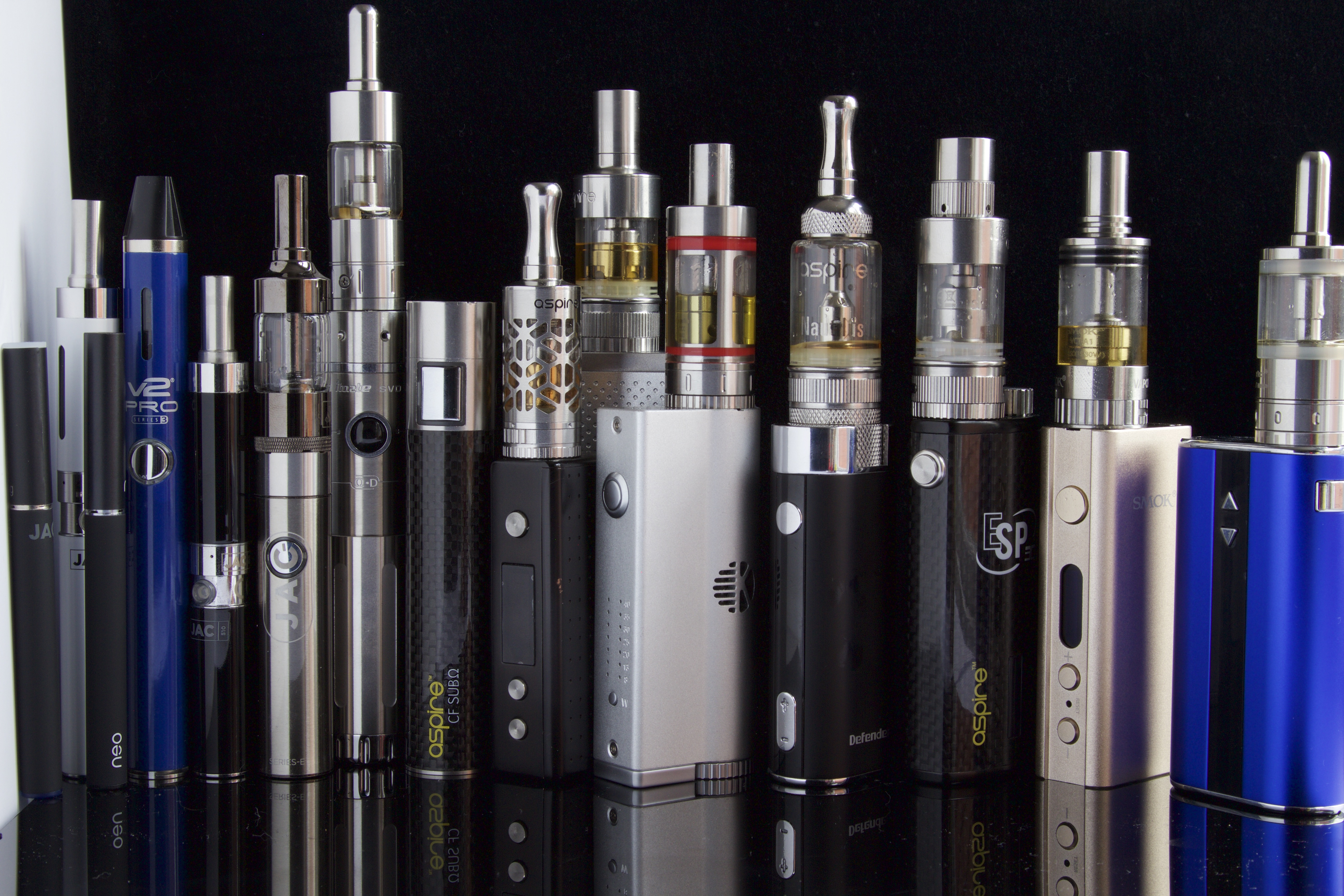
Vários tipos de cigarros eletrônicos

O cigarro eletrónico (português europeu) ou cigarro eletrônico (português brasileiro), também chamado de vape, e-cigarro (abreviado e-cig) é um dispositivo eletrônico para fumar que simula o tabagismo. É um aparelho mecânico-eletrônico alimentado por bateria, baseado na vaporização de um líquido, normalmente com nicotina. O usuário inala o líquido vaporizado pelo aparelho.
Possui um recipiente para a inserção de cartucho ou refil contendo nicotina líquida, disponível nas concentrações que variam entre zero e 36 mg/ml (ou mais em alguns casos). O atomizador é responsável por aquecer e vaporizar a nicotina. O sensor acionado durante a tragada, que deflagra a ação do microprocessador responsável por ativar tanto a bateria e a luz de led (caso exista no modelo).
Os DEF atualmente estão na terceira geração. A primeira geração é composta por produtos descartáveis não recarregáveis, com formato muito semelhante ao cigarro regular, sendo que uma luz de led simula a brasa do cigarro durante a tragada. São comercializados com ou sem nicotina.
Ao tragar, os vapers absorvem os vapores gerados a partir de soluções conhecidas como e-liquids ou e-juices, que contêm solventes (os chamados e-liquid base), além de várias concentrações de nicotina, água e aromatizantes. Os solventes mais populares usados em e-liquids são a glicerina (geralmente de origem vegetal) e o propilenoglicol. O glicerol pode estar presente ou não nos DEF.
Estimou-se teoricamente que a temperatura de vaporização da resistência pode atingir até 350°C. Essa temperatura é suficientemente elevada para induzir reações químicas e mudanças físicas nos compostos dos e-liquids. Tanto os solventes com glicerina quanto os com propilenoglicol demonstraram decompor-se a altas temperaturas, gerando compostos carbonílicos de baixo peso molecular, como o formaldeído, o acetaldeído, a acroleína e a acetona. Essas substâncias foram encontradas em teores até 450 vezes menores que os encontrados em cigarros regulares.
Os sérios prejuízos à saúde causados por e-liquidos falsificados fizeram com que os EUA informassem em 2019 que pretendem vetar a comercialização do produto no país, ano em que 6 jovens usuários morreram de uma "Doença Pulmonar" ainda pouco conhecida, que causa dificuldade para respirar, dores abdominais, tosse, náusea, vômito e altas concentrações de acetato de vitamina E.
O status legal dos cigarros eletrônicos está atualmente pendente em muitos países. Muitos países, como Brasil, Cingapura, Uruguai, e Índia, proibiram os cigarros eletrônicos. Nos EUA e no Reino Unido, o uso e a venda de cigarros eletrônicos para adultos são legais.

## Componentes e funcionamento
O cigarro eletrônico é constituído basicamente de três partes: uma bateria com alguns componentes eletrônicos, um vaporizador (também chamado atomizador) e um cartucho, sendo que funciona da mesma forma que os adesivos e chicletes de nicotina, entregando aos poucos esta substância ao fumante.
Na maioria dos modelos, a bateria dos cigarros eletrônicos está ligada a um sensor que detecta a sucção realizada pelo usuário, a qual ativa o atomizador e inicia a vaporização do líquido contido no cartucho (chamado e-líquido ou e-suco), sendo então inalado pelo usuário. Ainda, esse sensor ativa um LED (pequeno dispositivo luminoso), geralmente de cor laranja, localizado na ponta do cigarro. Com isso, o cigarro eletrônico simula muito bem o real ato de fumar.

## E-líquido
O e-líquido ou e-suco (e-liquid ou e-juice, em inglês) é um líquido mais viscoso do que a água, apresenta uma alta tensão superficial e tem a propriedade de ser facilmente vaporizado, sendo, portanto, usado como veículo para a nicotina chegar aos pulmões.
Na maioria dos e-líquidos o principal componente é o propilenoglicol, seguido de glicerina, água, nicotina e flavorizantes, os quais dão o sabor e aroma.[carece de fontes?]

## Regulamentação

### Brasil
No Brasil a venda, produção, divulgação e distribuição do produto é proíbida em território nacional desde 2009, a proibição ocorreu através da resolução 46 de 28 de agosto de 2009, que retrata o seguinte:

Art. 1º Fica proibida a comercialização, a importação e a propaganda de
quaisquer dispositivos eletrônicos para fumar, conhecidos como cigarros eletrônicos, e-cigaretes, e-ciggy, ecigar, entre outros, especialmente os que aleguem substituição de cigarro, cigarrilha, charuto, cachimbo e similares no hábito de fumar ou objetivem alternativa no tratamento do tabagismo.
A proibição foi efetivada pois o país já havia em 2006 criado a "Convenção Quadro para Controle do Tabaco" que tem como objetivo auxiliar e reduzir o tabagismo no Brasil, assim a justificativa dos produtores de cigarros eletrônicos era a utilzação do dispostivos por tabagistas para redução de danos e uma gradual diminuição da nicotina consumida diariamente. Porém, como testes científicos não comprovaram sua eficácia muito menos sua segurança a ANVISA vetou a regularmentação do produto no Brasil. Em seu segundo artigo da mesma resolução, fica expressa que uma eventual regularmentação poderia ocorrer caso testes científicos específicos que comprovem as finalidades alegadas:

Art. 2º A admissibilidade pela ANVISA do peticionamento do Registro dos
Dados Cadastrais de qualquer dispositivo eletrônico para fumar, especialmente os destinados ao tratamento do tabagismo ou à substituição de cigarro, cigarrilha, charuto, cachimbo e similares no hábito de fumar, dependerá da apresentação de estudos toxicológicos e testes científicos específicos que comprovem as finalidades alegadas.
Assim a compra destes dispostivos de maneira clandestina no território nacional pode acarretar em um risco à saúde dos usuários, tendo em vista que não existe um controle regularmentatório das substâncias presentes dentro dos "e-sucos".

### Portugal
Em Portugal a venda do produto é garantida pela legislação de harmonização da União Europeia, tendo em vista que alguns países europeus são produtores deste tipo de produto. Porém o acesso à estes produtos estão cada vez mais fiscalizados e limitados por leis nacionais de segurança à saúde. Em princípio, as leis limitam: as substâncias presentes nos "e-sucos", a nicotina presente nestes líquidos, o matérial no qual o suco é armazenado e o material que compõe o vaporizador; também são impostas algumas obrigatoriedades para a venda do produto em território nacional, como: rótulos e as embalagens destes produtos devem ter anexa informações corretas, possuir avisos adequadas em língua portuguesa e não deverão incluir características suscetíveis de induzir em erro o consumidor, de modo a garantir a proteção da sua saúde e segurança.

## Efeitos na saúde do uso dos cigarros eletrônicos
Em 2016, um estudo realizado pela Organização Pan-Americana da Saúde/Organização Mundial da Saúde (Opas/OMS) em conjunto com a Agência Nacional de Vigilância Sanitária (Anvisa) e o Instituto Nacional de Câncer José Alencar Gomes da Silva (INCA) revelaram a existência de maleficios na utilização indiscriminada dos dispositivos de vaporização.
O estudo revelou que o propilenoglicol presente nos e-liquidos quando aquecido e vaporizado, pode formar o óxido de propileno, uma substância com ação possivelmente carcinogênica. Além deste problema envolvendo o propilenoglicol, o estudo observou a presença de níveis elevados de óxido nítrico exalado (um modulador da reação inflamatória pulmonar) entre os usuários de cigarros eletrônicos com nicotina. O estudo também descobriu que sódio, ferro, alumínio e níquel estavam presentes em concentrações maiores nos vapores dos cigarros eletrônicos do que nos cigarros regulares.
Além da existência de componentes tóxicos e possivelmente cancêrígenos, no qual não existe uma exposição segura para o ser humano o estudo revelou que as células epiteliais normais de glândulas, órgãos, e cavidades de todo o corpo, incluindo a boca e os pulmões, que foram expostas ao extrato do vapor, apresentaram vários tipos de danos, entre eles o aumento da ruptura das cadeias de DNA que compromete o processo de reparação celular sendo, portanto um risco para o surgimento do câncer.
A composição do dispositivo também pode acabar por trazer problemas, uma vez que em quase todos os dispositivos amostrados, as baterias eram feitas de zinco e possuiam resquícios de cádmio, em caso de falha na produção do produto estas baterias poderíam vazar e entrar em contato com o líquido à ser vaporizado, assim intoxicando o usuário.
Os sabores introduzidos aos líquidos também podem acarretar em riscos, o estudo observou uma grande discrepância de substâncias presentes nos e-líquidos entre produtos de sabores diferentes de mesma marca e de marcas diferentes, entre as substâncias encontradas nos líquidos destacam-se a acetamida, o diacetil, o acetil propionil e o acetato de vitamina E; compostos tóxicos ou possivelmente agressivos ao trato respiratório.

### Organização Mundial da Saúde
Em 2019, a OMS publicou um relatório informando aos 180 países signatários da Convenção-Quadro da Organização Mundial da Saúde para o Controle do Tabaco os riscos da falta de regularmentação destes produtos, o relatório retrata em um de seus trechos:

Embora os níveis específicos de risco associados aos SEAN (Sistemas Eletrônicos de Administração de Nicotina) não tenham sido estimados de forma conclusiva, eles são indubitavelmente prejudiciais e deveriam, portanto, estar sujeitos à regulação
O relatório também invalida a tese criada de que o consumo de cigarros eletrônicos seria benéfico para tabagistas pois auxiliaria no tratamento da condição, como retratado no trecho:

Na maioria dos países onde estão disponíveis, a maior parte dos que usam cigarros eletrônicos continua fumando cigarro convencional ao mesmo tempo, o que tem muito pouco ou nenhum impacto benéfico para a saúde.

### Lesão pulmonar relacionada ao uso de cigarro eletrônico
A lesão pulmonar relacionada ao uso de cigarro eletrônico também conhecida pela sigla EVALI (oriunda do inglês: E-cigarette, or Vaping, product use–Associated Lung Injury) trata-se de diversos tipos de lesões no sistema respiratório, principalmente nos brônquios. Desde 2019 quando os estudos sobre a doença começaram a ser realizados nos Estados Unidos, foram registrados 2558 casos de internações por EVALI e cerca de 60 óbitos pela injúria. Até agosto de 2020, a Agência Nacional de Vigilância Sanitária (ANVISA) havia registrado 7 casos da doença no Brasil.